# 크레스티얀스카야 자스타바역
크레스티얀스카야 자스타바 역(러시아어: Крестьянская застава)은 모스크바 지하철 류블린스코 드미트롭스카야 선의 역이다.

## 역사
크레스티얀스카야 자스타바 역은 1995년 12월 28일에 개통하였다.

## 구조
1면 2선의 섬식 승강장 구조로, 지하 역사이다. 지하 47m 깊이에 위치한다.

## 디자인
이웃 역인 림스카야 역과 마찬가지로 이 역 또한 플랫폼이 협소하여 거대한 단일석식 판에 놓여진 구조이다. 심도 47m 깊이에 위치한 이 역은 3개의 볼트로 벽을 매꾸었다. 건축가 니콜라이 슈마코프와 나탈리야 슈리기나는 역의 밝은 대리석과 알루미늄 배치, 기둥 끝의 장식 모자이크를 포함한 장식에 농민 노동 주제를 적용하였다. 바닥은 검고 회색 화강암으로 체크 무늬로 덮여 있고 조명은 볼트의 니치 속에 숨겨져 비추고 있다.

## 환승
크레스티얀스카야 자스타바 역에서는 타간스코 크라스노프레스넨스카야 선의 프롤레타르스카야 역으로 갈아탈 수 있다.

## 사진

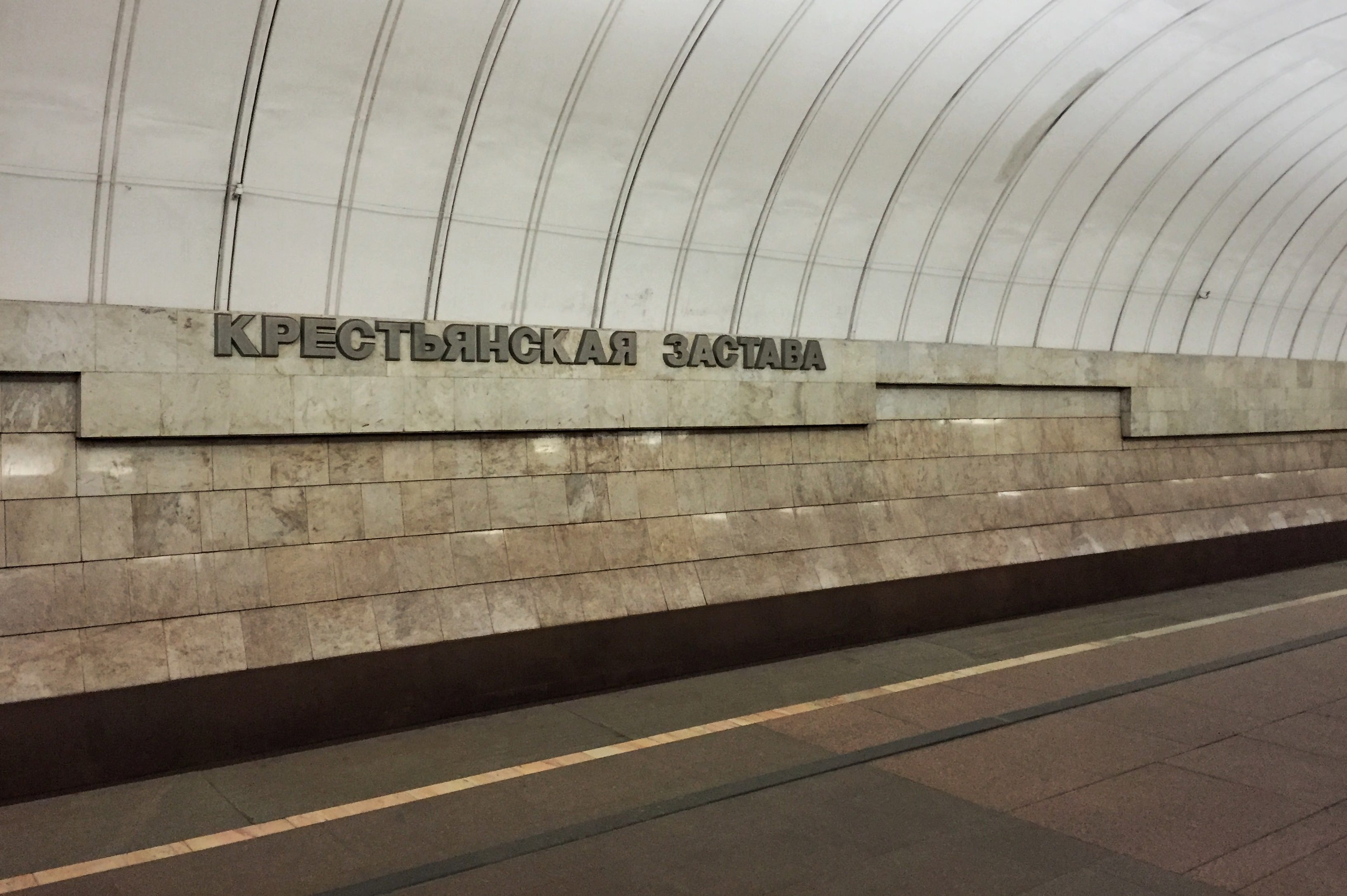
역명판